# François-Alexandre Aubert de La Chesnaye Des Bois
 (juin 2023).
Pour les articles homonymes, voir Athanase.
François Alexandre Aubert de La Chenaye-Desbois ou de La Chenaye des Bois (en religion : frère Athanase), né François Alexandre de la Chenaye Aubert le 17 juin 1699 à Ernée et mort le 29 février 1784 à l'hôpital de Bicêtre, est un écrivain, généalogiste et compilateur français.

## Biographie

### Religieux
Son père, Pierre, était receveur des traites de la ville d'Ernée. Son enfance n'est pas connue. Après avoir reçu une instruction religieuse, il entre comme moine, sous le nom d'Athanase dans un couvent franciscain à Évreux. Actif et batailleur, il quitte sa retraite, par deux fois, avec « le dégoût pour son état » et « emportant des religieux, en général, un fort mauvais souvenir ». Il quitte son couvent sans plus de cérémonie car il ne s'inquiète pas même de se faire relever de ses vœux. Il garda toujours une très mauvaise  opinion des religieux de toute robe : « Il y a quelque part, des moines véritablement honnêtes gens : j'avoue qu'ils sont fort rares. ».

### Le mariage
En 1742, il se marie avec une demoiselle Picquenot de La Croix. Il est envoyé à la prison Saint-Lazare pour avoir abandonné la vie monastique. Sa femme ne peut plus correspondre avec lui qu'en se faisant passer pour sa sœur. Ses ennemis (Nicolas-René Berryer, lieutenant général de police, l'abbé de Choisexure…) obtiennent du roi en 1747 son exil à Amsterdam, mais sans sa femme, qui doit rester en France.

### La Hollande
Après avoir déserté son couvent, il se rend en Hollande (dès 1737 ?). Les Lettres Juives paraissaient et avaient un grand succès dans les cercles philosophiques : il entreprend d'y répondre. Il est possible que cette réponse soit le premier ouvrage de La Chenaye. C'est en tout cas le premier désigné par les bibliographes. Il paraît par livraisons séparées, durant les années 1737 et 1738, sous le titre de: Correspondance historique, philosophique et critique entre Ariste, Lisandre et quelques autres amis, pour servir de réponse aux Lettres Juives ; La Haye, A. Van Dole, in-12. L'éditeur publiait deux livraisons par semaine, et l'ouvrage complet forme trois volumes.

### Le polygraphe
Il ne semble pas rester longtemps en Hollande, car il fait publier en France dès 1740 plusieurs ouvrages de polémique, et Le parfait cocher (chez Mérigot, vers 1744 ?), puis un Dictionnaire militaire chez David et Gosey (1745-46).
À nouveau exilé, il publie des Lettres hollandaises en 1747 ; mais trois ans plus tard, il semble rentré à Paris. En 1750 parait son Dictionnaire des aliments, puis l'année suivante, chez David le jeune, un Dictionnaire universel d'agriculture censé concurrencer la Maison rustique ; d'autres éditions de ce Dictionnaire domestique verront le jour chez divers éditeurs (jusqu'en 1769). Il se partage alors entre la zoologie (chez Bauche) et les affaires militaires, puis nobiliaires (chez Duchesne). C'est à son Dictionnaire généalogique de la noblesse française, commencé en 1757 et devenu célèbre (mais non pas sans péril) qu'il consacrera ses dernières années.
Il parait que son employeur supposé, l'abbé Desfontaines, qui, dit-on, utilisait les talents d'Aubert dans sa feuille intitulée Observations sur les écrits modernes, n'avait pas « toujours autant d'esprit que lui ».

### La mort
Il meurt sans ressources en 1783. On le décrit comme « un homme de haute taille, au teint basané, à la figure picotée de petite vérole ». Son adresse à Paris était rue Saint-André des Arcs, à côté l’« Hôtel de Hollande »[réf. nécessaire].
La Chenaye-Desbois a plusieurs fois insisté sur la triste condition d'un écrivain pauvre et dépourvu de riches protecteurs. Pour Jean-Barthélemy Hauréau, il décrivait là sans doute les désagréments de sa propre situation.

### Œuvres

#### Son œuvre majeure
La Chenaye Desbois est principalement connu par ses publications sur la généalogie des familles nobles.
Il publia de son vivant deux éditions d'un Dictionnaire... de la Noblesse, qui en connut au XIXe siècle une troisième, entièrement refondue, laquelle a été plusieurs fois réimprimée au XXe siècle.
La première édition, en sept volumes (1757-1765) au format in 12°, imprimés par le libraire parisien Duchesne, est intitulée Dictionnaire généalogique, héraldique, chronologique et historique, contenant l'origine et l'état actuel des premières maisons de France, des maisons souveraines et principales de l'Europe ; les noms des provinces, villes, terres, (…) érigées en principautés, duchés, marquisats, comtés, vicomtés et baronneries ; les maisons éteintes qui les ont possédées, celles qui par héritage, alliance ou achat ou donation du souverain les possèdent aujourd'hui, les familles nobles du royaume et les noms et les armes dont les généalogies n'ont pas été publiés par M. D.L.C.D.B..
Les trois premiers volumes, constituant une seule suite de notices familiales, classées par ordre alphabétique de nom de famille, parurent en 1757. Trois autres volumes, constituant une deuxième suite de notices familiales également classées par ordre alphabétique, parurent en 1761. Le septième et dernier volume de cette collection, constituant une suite alphabétique à lui seul, paraît en 1765.
Devant le succès de cette entreprise, La Chenaye Desbois entreprend en 1769 la mise en souscription d'une nouvelle édition d'une toute autre ampleur, au format in 4°, qu'il débute par la publication du tome 1, en 1770, toujours chez le libraire Duchesne.
Le titre en est différent : Dictionnaire de la noblesse contenant les généalogies, l'histoire & la Chronologie des Familles nobles de France, l'explication de leurs armes & l'état des grandes terres du Royaume aujourd'hui possédées à titre de Principautés, Duchés, Marquisats, Comtés, Vicomtés, Baronnies etc par création, héritages, alliances, donations, substitutions, mutations, achats ou autrement. L'auteur le signe de son nom complet.
Onze autres volumes sont publiés successivement au format in 4° jusqu'en 1778, formant une suite alphabétique complète.
En 1781, Jacques Badier, "éditeur et continuateur", fait paraître au même format in 4°, un premier volume de supplément intitulé Recueil de généalogies pour servir de suite ou de supplément au Dictionnaire de la Noblesse, constituant à lui seul une suite alphabétique. Deux autres volumes de ce supplément voient le jour en 1784 et 1786, après la mort de La Chenaye Desbois.
L'ouvrage complet comprend donc, en définitive, quinze volumes, mais les trois volumes de supplément manquent souvent aux collections disponibles, car un grand nombre d'exemplaires en auraient été détruits à la Révolution, opposée au principe nobiliaire.
Devenu rare et recherché, surtout complet de ses suppléments, l'ouvrage est réédité à partir de 1863 par l'éditeur Schlesinger, de manière à former une seule suite alphabétique, intégrant tous les suppléments de l'édition précédente. 19 volumes, au total, paraissent au format in 4°, jusqu'en 1876.
Cette version de l'ouvrage, qui doit être considérée comme définitive, en dépit de ses imperfections, a connu plusieurs reproductions, notamment en 1980 par les éditions Berger-Levrault. Elle constitue un ensemble de données généalogiques unique par son ampleur et figure dans la plupart des bibliothèques spécialisées :
- 1863, tome 1
- tome 2
- tome 3
- 1864, tome 4
- tome 5
- 1865, tome 6
- tome 7
- 1866, tome 8
- tome 9
- tome 10
- 1867, tome 11
- 1868, tome 12
- tome 13
- 1869, tome 14
- tome 15
- 1870, tome 16
- 1872, tome 17
- 1873, tome 18
- 1876, tome 19

Le succès des publications nobiliaires entreprises par La Chesnaye Desbois est tel qu'il fait paraître aussi, en parallèle, annuellement et sous plusieurs titres successifs, des annuaires dédiés à l'état présent des familles nobles, annuaires énumérés à la fin de la liste qui va suivre. Ces annuaires succèdent à L'Almanach généalogique, chronologique et historique, publié par l'Abbé Jacques Destrées à partir de 1747.
Le premier d'entre eux, paru dès 1762, préfigure l'Almanach de Gotha, publié à partir de 1763, et les almanachs généalogiques qui paraîtront au XIXe siècle, notamment en France l'Annuaire de la noblesse de France.

##### Autres publications
La Chenaye-Desbois a laissé, dans des domaines divers, un grand nombre d'écrits ; quelques-uns sont ignorés ou n'existent plus, d'autres sont rares. Plusieurs de ces ouvrages sont signés d'un pseudonyme (ou de ses initiales D.L.C.D.B. pour « de La Chenaye des Bois »). Certains de ses ouvrages sont vivement critiqués pour leur partialité ou leur manque de rigueur. On peut reprocher à La Chenaye Desbois d'avoir consigné des faits dont il n'avait pas toujours contrôlé l'authenticité, mais il ne faut pas oublier qu'il a été obligé de travailler pour le compte d'éditeurs qui exploitèrent souvent sa pauvreté.
- Correspondance historique, philosophique et critique pour servir de réponse aux Lettres juives, La Haye : Van Dole, 1737-1738, 3 vol[b].
- Lettre à Mme la Comtesse D… pour servir de supplément à l'amusement philosophique sur le langage des bêtes du Père Bougeant, 1739, brochure[c]. L'abbé d'Olivet, qui est assez mal traité dans cette Lettre, la croyait[10] de son impitoyable adversaire, l'abbé Desfontaines.
- L'astrologue dans le puits, à l'auteur de la nouvelle astronomie du Parnasse, Paris, 1740, in-12[d]
- Lettres amusantes et critiques sur les romans en général, anglais et français, tant anciens que modernes, Paris, Gissey, 1743[e].
- Lettre à M.le marquis de… sur le mérope de M. de Voltaire, 1743. On la trouve quelquefois avec cet autre titre : Lettre sur la Mérope de Voltaire et celle de Muffei[f]
- [1744] Le Parfait cocher, ou l'art d'entretenir, & de conduire un équipage en ville et en campagne. Avec une instruction aux cochers sur les chevaux de carrosse, et une connaissance abrégée des principales maladies, auxquelles les chevaux sont sujets (dédié à Monsieur de la Guérinière, Écuyer du Roi), Paris, (libr.) F.G. Mérigot, 1744 (réimpr. 1777, Liège, impr.-libr. F. J. Desoer), 1re éd., 315 p., sur gallica (présentation en ligne, lire en ligne).
- Lettres critiques avec des songes moraux, sur les songes philosophiques de l'auteur des Lettres Juives, Amsterdam, 1745. Aubert reprend sa polémique contre le marquis d'Argens.
- Dictionnaire militaire ou recueil alphabétique de tous les termes propres à la guerre sur ce qui regarde la tactique, le génie, l'artillerie, la subsistance des troupes, la marine, Paris, David et Gosey, 1745-1746, 3 volumes ; Egger, Dresde : chez Walter, 1750 ; Supplément, tomes 5 et 6, Paris, 1759
- Lettres Hollandaises ou les mœurs des Hollandais, Amsterdam, 1747
- Dictionnaire des aliments, vins et liqueurs, Paris, 1750
- Dictionnaire universel d’agriculture et de jardinage, de fauconnerie, chasse, pêche, cuisine et manège, en deux parties : La première, enseignant la maniere de faire valoir toutes sortes de Terres, Prés, Vignes, Bois ; de cultiver les Jardins potagers, fruitiers, à fleurs, & d’ornement ; de nourrir, élever, & gouverner les Bestiaux & la Volaille ; avec une explication des Plantes, Arbrisseaux, Arbustes, & Arbres qui croissent en Europe. La seconde, donnant des règles pour la Volerie, la Chasse & la Pêche, & des remedes pour les Oiseaux de Fauconnerie, les Chevaux, & les Chiens de chasse dans leurs maladies, Paris, David le Jeune, 1751, 2 vol. in-4°, 730 p. et 238-467 p. Tome I en ligne - Tome II en ligne ; c’est une édition « considérablement augmentée » du Dictionnaire pratique du bon ménager de campagne et de ville de Louis Liger, selon la préface de l’ouvrage[11]
- Éléments de l'art militaire par Nicolas d'Héricourt, 1752-1758, 6 volumes. Ex libris manuscrit de Louis-Henry-Georges Aubert du Petit-Thouars (1724-1794), ingénieur, qui fut lieutenant et commandant des ville et château de Saumur à partir de 1754 sur une collection en vente en 2016 .
- Almanach des corps des marchands et des communautés du royaume, Paris, N.-B. Duchesne, 1753-, in-24 (suites sous des titres parfois différents)
- Ordre naturel des Oursins de mer et fossile avec des observations sur les piquants des Oursins de mer et quelques remarques sur les belemnites ; traduction de l'ouvrage de Jacob Theodor Klein, Paris, Bauche, 1754. On trouve à la suite de l'ouvrage la Table générale d'une méthode zoologique. . Cet ouvrage et la traduction de l'Ordre naturel des Oursins sont attribués tour à tour par la Biographie universelle à Jacques Brisson[12] et à La Chenaye-Desbois[13] : suivant M. Barbier, cette dernière attribution est la mieux fondée.
- Doutes ou observations de Th. Klein sur le système de Linnæus, avec des remarques sur les crustacés, sur les animaux qui ruminent et sur la vie de l'homme comparée avec celle des animaux ; traduction de cet ouvrage, Paris, Bauche, 1754
- Système naturel du règne animal par classes, familles, ordres, etc, Paris, Bauche, 1754, 2 vol. in-8°
- Étrennes militaires, 1755-1759
- Œuvres militaires dédiées au prince de Bouillon, Charleville : Thézin, Paris, veuve David, 1757 (sous pseudonyme Sionville[14]).
- Dictionnaire militaire portatif contenant tous les termes propres à la guerre sur ce qui regarde la tactique, le génie, l'artillerie, la substance, la discipline des troupes et la marine, Gisey, 1758 ; 2e édition, Paris, Duchesne, 1759.
- Dictionnaire raisonné universel des animaux, ou le règne animal, consistant en quadrupèdes, cétacés, oiseaux, reptiles, poissons, insectes, vers, etc., Paris, chez C.-J.-B. Bauche, 1759, 4 vol. in-4°. Ce curieux dictionnaire contient un grand nombre de recettes et de remèdes tirés des animaux, des plantes, des momies : graisse de loup pour la dentition des jeunes enfants, poumons de renard contre la phtisie, excréments de chien contre les coliques, huile de civette contre la gale, fiente d'oie contre la jaunisse, poudre de vipère desséchée, etc.
- Dictionnaire historique des mœurs, usages et coutumes des Français, contenant aussi les établissements, fondations, époques, progrès dans les sciences et dans les arts et les faits les plus remarquables arrivés et intéressants depuis l'origine de la monarchie jusqu'à nos jours, Paris, Vincent, 1767, 3 vol.
- Dictionnaire historique des antiquités, curiosités et singularités des villes, bourgs et bourgades de France, 1769, 3 vol.
- Dictionnaire domestique portatif, contenant toutes les connoissances relatives à l’œconomie domestique et rurale, où l’on détaille les différentes branches de l’agriculture, la manière de soigner les chevaux, celle de nourrir et de conserver toute sorte de bestiaux, celle d’élever les abeilles, les vers-à-soie, et dans lequel on trouve les instructions nécessaires sur la chasse, la pêche, les arts, le commerce, la procédure, l’office, la cuisine…, par une Société de gens de lettres, Paris, chez Vincent, 1762-1764, 3 vol. in-8°, XII-538, 592 et 639 p. (avec Jean Goulin et Augustin Roux) ; éd. revue et corrigée, Paris, Lottin le jeune, 1769, 3 vol. in-8°[15]
- Le Calendrier des Princes et de la Noblesse de France contenant l'État actuel des maisons souveraines, princes et seigneurs de l'Europe, Paris, Veuve Duchesne, 8 volumes, 1762-1769[16].
- Étrennes de la Noblesse ou État actuel des familles nobles de France et des maisons et princes souverains de l'Europe, Paris, Lacombe, puis Des ventes de la Doué, 10 volumes, 1770-1780[17].
- Etrennes à la Noblesse contenant l'état actuel des maisons des princes souverains de l'Europe, et des familles nobles de France, d'après le "Dictionnaire de la Noblesse", pour servir de suite au "Calendrier des princes et de la Noblesse", interrompu en 1769, et aux Etrennes à la Noblesse", commencées en 1770... 2 volumes, 1779-1780[18] ,
- État de la Noblesse, Paris, Onfroy, Lamy, 4 volumes, 1781-1784 (quelques volumes de cette série sont parfois attribués à d'autres auteurs)[19]